# Пшивільч
Пшивільч (пол. Przywilcz) — село в Польщі, у гміні Ґрудуськ Цехановського повіту Мазовецького воєводства.
Населення — 136 осіб (2011).
У 1975-1998 роках село належало до Цехановського воєводства.

## Демографія
Демографічна структура станом на 31 березня 2011 року:
|          | Загалом | Допрацездатний вік | Працездатний вік | Постпрацездатний вік |
| -------- | ------- | ------------------ | ---------------- | -------------------- |
| Чоловіки | 69      | 12                 | 44               | 13                   |
| Жінки    | 67      | 15                 | 30               | 22                   |
| Разом    | 136     | 27                 | 74               | 35                   |